# Pentominium
Das Pentominium ist eine Baustelle eines Wolkenkratzers in der Stadt Dubai (Vereinigte Arabische Emirate). Das Wort Pentominium ist ein Kofferwort aus den Begriffen Penthouse und Condominium (engl. für Penthouse und Eigentumswohnung). Der Bau des Gebäudes begann im Jahr 2009, wurde aber im August 2011 bis auf weiteres gestoppt. Der bisweilen geplante Eröffnungstermin für das Jahr 2014 ließ sich damit nicht mehr halten. Das Pentominium soll 516 Meter hoch werden und 122 für Wohnungen genutzte Stockwerke besitzen.

## Architektur und Beschreibung

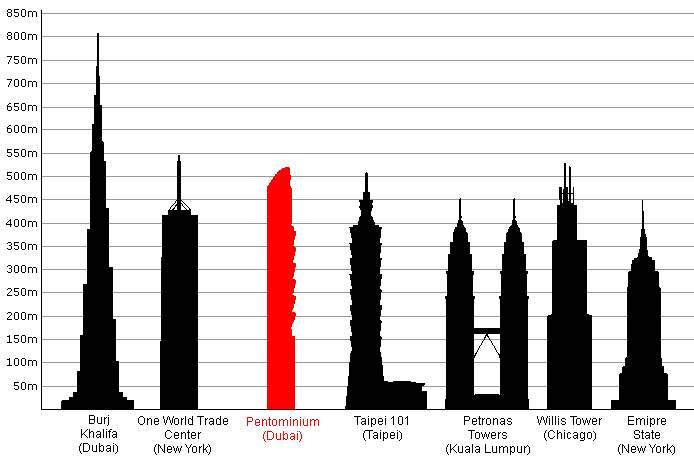
Größenvergleich des Pentominiums mit anderen hohen Gebäuden

Das von der Firma Trident entwickelte und vom Architekturbüro Aedas entworfene Pentominium enthält überwiegend Wohnungen und Geschäfte. Ein weiteres bekanntes und ähnliches Projekt dieses Architekturbüros ist das DAMAC Heights Gebäude (auch in Dubai). Auffallend sind die sechs wie halb geöffnete Schubladen wirkenden Vorsprünge in der Fassade, die durch den Wechsel von Wohngeschossen und hängenden Gärten entstehen. „Die alternierenden Vorsprünge und Zwischenräume“, erklärt der Architekt des Gebäudes, „dienen der Schaffung von Eigentumswohnungen und Gemeinschaftsbereichen und geben dem Turm zugleich eine innere ‚Lunge‘, die ihm in einem so dichten Kontext gleichsam das Atmen ermöglicht.“
Bis zu seiner geplanten Fertigstellung im Jahr 2014 soll der Bau des Gebäudes rund 300 Millionen Euro gekostet haben. Ausgestattet wird das Pentominium unter anderem von Bang & Olufsen, Swarovski und Rolls-Royce.
Der untere Teil des Pentominiums wird in Stahlbetonbauweise errichtet werden. Die oberen Etagen werden aus einer Stahlkonstruktion bestehen.
Mit 516 Metern Höhe und 122 Etagen wird der Turm eines der höchsten Gebäude der Welt sein. Er wird aber kleiner als der Burj Khalifa sein. Das schlanke Gebäude ist  das höchste Wohngebäude der Welt.

## Baustelle
Ende des Jahres 2008 wurde begonnen, den Bauplatz vorzubereiten. Die Arbeiten am Fundament des Turms begannen im Frühjahr 2009 und waren im Frühsommer 2010 im Wesentlichen abgeschlossen.
Seit März 2009 sind auf der Baustelle zwei feste Baukräne aktiv. Der Betonkern des Pentominiums erreichte im Sommer 2010 Straßenhöhe. Seit Juni 2010 wird das Gebäude über Straßenhöhe errichtet. Die ersten beiden Etagen des Gebäudes waren im Dezember 2010 errichtet, als der Gebäudekern bereits etwas höher ragte. Nachdem das Bauwerk bereits eine Höhe von über 10 Etagen erreicht hatte, wurden die ersten Fensterbauteile installiert.
Die Bauarbeiten wurden aus unbekannten Gründen im August 2011 auf Höhe der 25. Etage eingestellt. Der Baustopp begründet sich vermutlich mit wirtschaftlichen Schwierigkeiten des Projektentwicklers.